# 金锁关镇
金锁关镇，是中华人民共和国陕西省铜川市印台区下辖的一个乡镇级行政单位。

## 行政区划
金锁关镇下辖以下地区：
金锁关社区、崔矿社区、石头坡社区、新街社区、窑洞社区、金锁关村、纸坊村、半截沟村、何家坊村、烈桥村、柳林沟村、崔家沟村、姚湾村、徐家沟村、陈家山村、袁家山村、柳树台村、蒲家山村、玉华村和背塔村。